# Оборотни в погонах

Граффити на вентиляционном киоске кабельной линии. Санкт-Петербург, 2007

«О́боротни в пого́нах» — название, данное министром внутренних дел России Борисом Грызловым обвиняемым по громкому делу о коррупции и других преступлениях в органах МЧС России и МВД России, разбиравшемуся в 2003—2006 годах.
Впоследствии термин получил большу́ю известность и распространение в прессе и в обществе. В широком смысле «оборотни в погонах», или сокращённо «оборотни» — обозначение любых сотрудников правоохранительных органов, под прикрытием своих званий и должностей совершающих преступления или участвующих в коррупции.

## История
Термин «оборотни» применительно к милиционерам был использован в популярном советском сериале о работе милиции «Рождённая революцией». 8-я серия фильма называлась «Оборотни», по её сюжету бандиты совершали свои преступления, переодеваясь в милицейскую форму. Сюжет данного сериала, в свою очередь, основывается на реальных событиях — банде «оборотней в погонах» (именно так о преступниках отозвались тогдашние газеты), орудовавшей в Москве в 1947—48 г.г. Члены данной группировки незаконно приобретали „с рук“ милицейскую форму (что в те годы было крайней редкостью), и, втираясь в доверие к своим жертвам, совершали преступления. Банда была обезврежена в 1948 году.

## Содержание дела
За исключением главного обвиняемого — генерал-лейтенанта Владимира Ганеева, начальника Управления безопасности Министерства чрезвычайных ситуаций РФ, все обвиняемые, арестованные 23 июня 2003 года, работали в органах Московского уголовного розыска (МУР). Была выявлена преступная организация, занимавшаяся шантажом и рэкетом частных предпринимателей, подбрасыванием наркотиков и оружия несговорчивым, подписыванием фиктивных бумаг формата А4. Кроме того, они вступили в сговор с частью преступников с целью обеспечить себе высокие показатели раскрываемости.
30 июня 2003 в ГУВД Москвы сообщили, что более 700 сотрудников управления «выведены за штат и по каждому из них будет приниматься персональное решение по итогам переаттестации».
Процесс «оборотней в погонах», начавшийся в марте 2005 года, проходил в суде Московского военного округа, что объясняется статусом и функциями Владимира Ганеева в Министерстве чрезвычайных ситуаций. Приговор был вынесен только 6 сентября 2006 года — Ганеев осуждён на 20 лет заключения и штраф в 100 тысяч рублей; его шесть сообщников из МУРа получили сроки от 15 до 20 лет в колонии строгого режима, срок отбывания наказания исчисляется со дня ареста. Все они, кроме того, лишены наград и званий.
Дело широко освещалось в СМИ, заранее запланированные аресты шести из девяти подозреваемых были проведены в присутствии журналистов. В освещении кампании участвовал депутат Госдумы от проправительственной партии «Единая Россия» журналист Александр Хинштейн, написавший о деле даже отдельную книгу.

## В культуре
Выражение «оборотни в погонах» было буквализировано Виктором Пелевиным в книге «Священная книга оборотня» (2004) и Ильёй Гутманом в книге, которая так и называется — «Оборотни в погонах» (2016).
Генри Лайон Олди, Марина и Сергей Дяченко и Андрей Валентинов создали повесть «Оборотень в погонах» из сборника «Пентакль» (2005).
Название «Оборотень в погонах» имеет один из романов Владимира Серебрякова и Андрея Уланова.
В 2009 году Борис Грызлов стал героем пародийного комикса «Человек Грызлов. Эпизод 2», где он побеждает «оборотня в погонах», прототипом которого явился майор Евсюков.
В июне 2010 года сотрудники криминальной милиции Санкт-Петербурга распечатали визитные карточки, на которых их должность прописана как «оборотень», а телефоном значится «02».
Популярный российский телесериал «Ментовские войны» уделяет внимание борьбе с «оборотнями в погонах». Первый фильм сериала назывался «Старший оборотень по особо важным делам», некоторые серии сериала были основаны на реальных уголовных делах Дениса Евсюкова и Евгении Васильевой. По сюжету сотрудники правоохранительных органов (милиции, впоследствии полиции) совершают преступления, прикрываясь своими должностями.